# جانينا بومان
جانينا بومان (بالبولندية: Janina Bauman)‏ هي صحفية وكاتِبة بولندية، ولدت في 18 أغسطس 1926 في وارسو في بولندا، وتوفيت في 29 ديسمبر 2009 في ليدز في المملكة المتحدة.